# Tännassilma
Tännassilma és una localitat del municipi de Türi al comtat de Järva, Estònia, amb una població censada a finals de 2011 de 45 habitants.
Està situada a l'oest del comtat, prop del riu Pärnu i de la frontera amb els comtats de Rapla i Pärnu.